# Mondo Cane
Mondo cane ("Món gos", en català) és un film documental realitzat el 1962 pels cineastes italians Paolo Cavara, Gualtiero Jacopetti i Franco Prosperi. La pel·lícula consisteix en un seguit de segments que mostren pràctiques culturals d'arreu del món, amb la intenció d'impactar o sorprendre al públic occidental. Les escenes se succeeixen conformant una exhibició caleidoscópica mancada d'argument.
Malgrat l'autenticitat reivindicada pels directors, algunes escenes de la pel·lícula foren escenificades o manipulades creativament per tal d'explotar el "voyeurisme" i la morbositat dels espectadors. El film es pot considerar un predecessor de la telerealitat, i fou el detonant del gènere cinematogràfic anomenat mondo.:113-14

## Recepció i influència
Mondo Cane va ser nominat a dos premis de la temporada cinematogràfica de 1962. Va guanyar el premi David de Donatello a la millor producció de la Accademia del Cinema Italiano, nominació que va compartir amb Una vita difficile. També va ser nominat a la Palma d'Or del 15º Festival de Cannes, que va perdre en favor de O pagador de promessas.
Fou un èxit de taquilla internacional i va inspirar la producció de nombrosos documentals, molts dels quals inclogueren la paraula «Mondo» en el seu títol, com per exemple Mondo Bizarro, Mondo Daytona, Mondo Freudo, Mondo Mod, Mondo Infame i Mondo Hollywood.:107 Aquestes pel·lícules van ser reconegudes col·lectivament com un gènere en si mateix, anomenat mondo.
L'èxit del film va empènyer Jacopetti i Prosperi a produir-ne seqüeles, com per exemple Mondo cane 2, Africa addio i Addio Zio Tom, mentre que Cavara va dirigir La donna nel Mondo, Malamondo, i el drama "antimondo" L'occhio selvaggio.
El documental inclou una gravació de la performance Anthropométrie de l'époque bleue, de l'artista Yves Klein, realitzada el 17 i 18 de juliol de 1961. L'artista va morir d'una crisi cardíaca el 6 de juny de 1962, poc després d'assistir a la pre-estrena del documental al festival de Cannes, el 12 de maig de 1962, durant la qual va patir una indisposició.